# Gare de Couville
La gare de Couville est une gare ferroviaire française (fermée) de la ligne de Mantes-la-Jolie à Cherbourg, située sur le territoire de la commune de Couville, dans le département de la Manche en région Normandie.
Mise en service en 1858 par la Compagnie des chemins de fer de l'Ouest, elle est fermée à la fin du XXe siècle par la Société nationale des chemins de fer français (SNCF).

## Situation ferroviaire
Établie à 93 mètres d'altitude, la gare de Couville est située au point kilométrique (PK) 358,971 de la ligne de Mantes-la-Jolie à Cherbourg, entre les gares fermées de Sottevast et de Martinvast.

## Histoire
La station de Couville est mise en service le 17 juillet 1858 lors de l'ouverture de la section de Caen à Cherbourg par la Compagnie des chemins de fer de l'Ouest. Elle est située à environ 1 300 mètres du bourg centre de la commune. Il s'agit d'une station de troisième classe ayant coûté 38 374 francs comprenant notamment, un bâtiment voyageurs, un cabinet d'aisances, une lampisterie et un hangar à marchandise. Elle est équipée d'un appareil permettant le chargement et le déchargement des wagons avec une charge de 5 à 6 tonnes, la taxe pour un envoi à la gare marchandise de Batignolles, à Paris, est de 12,50 francs la tonne.
Le 15 juillet 1861 est autorisée l'utilisation du nom de Couville pour une locomotive construite chez Ernest Goüin et Cie pour la Compagnie de l'Ouest.
En 1879, le « magasin à chaux » est réparé.
En 2010, les bâtiments ont disparu. De la gare, il ne reste qu'un vaste espace vide bordé par les voies électrifiées de la ligne de chemin de fer.

## Service des voyageurs
La gare est fermée.